# Hyperbola GNU/Linux-libre
Hyperbola GNU/Linux-libre是可以用於i686與x86-64架構的作業系統。其以Arch Linux的快照為基礎，並使用Debian的開發模式。它包含了GNU作業系統元件與Linux-libre核心（不是一般的Linux内核）。Hyperbola GNU/Linux-libre被自由软件基金会列在完全自由的作業系統中，符合他們的GNU自由系統散佈版指南。

## 歷史
Hyperbola誕生於第十七屆的國際自由軟體論壇（於巴西阿雷格里港舉辦）。
2017年8月5日，放棄對systemd的支援，使用OpenRC作為其預設的初始化系統以支援由Devuan所發起的初始化系統自由運動。
2018年12月6日，Hyperbola成了第一個被GNU認可為完全自由專案的巴西散佈版，讓它變成了自由軟體基金會自由散佈版清單的一部份。

## 社會契約
Hyperbola建立了一份社會契約。Hyperbola社會契約將專案交給自由軟體社群、自由文化、隱私、穩定性，並遵循以Arch為基礎的系統的打包方式，同時也包含了Debian的穩定性、開發與維護方式。這份契約也被包含在GNU自由系統散佈版指南中。

## 開發

### 打包指南
Hyperbola建立了打包指南。Hyperbola打包指南包含了一系列常見問題以及其在開發中的重要程度，如反向移植、軟體包釋出與Debian修補程式等。

### 開發代號
Hyperbola使用星系名稱作為其穩定版本的開發代號，從最近的已知星系（銀河系）開始，愈大的版本號就使用愈遠的已知星系。

### 釋出週期
Hyperbola的穩定版本大約每三年釋出一次。且每過幾個月就會釋出一個次要版本。而在穩定版結束生命週期後，它還會再額外收到兩年的安全性更新。但不會有新的次要版本。每個穩定版本一共會得到五年的安全性更新。

## 安裝
有兩種方法可以安裝Hyperbola GNU/Linux-libre，其中一種是使用映像檔安裝，或是從既有的以Arch為基礎的系統遷移過來. 

## 外部連結
- 官方网站
- Hyperbola GNU/Linux-libre在DistroWatch上的页面